# コンフォートジェット
コンフォートジェット（ComfortJet）は、チェコの国有鉄道事業者であるチェコ鉄道（České dráhy, a.s.、ČD）が運行する鉄道車両（客車列車）の愛称。シーメンスとシュコダ・トランスポーテーションによるコンソーシアムによって製造が行われており、2024年から営業運転を開始した。

## 概要
2021年、ドイツのシーメンスとチェコのシュコダ・トランスポーテーションのコンソーシアムは、長距離客車列車に使用されている旧型車両の置き換えを計画するチェコ鉄道との間に合計180両（9両編成20本）の新型客車（ヴィアッジオ・コンフォート）の納入に関する契約を締結し、続く2022年にはこれらと連結する電気機関車（ベクトロン）の導入契約を交わした。これらはシーメンスが展開する「ベクトレイン」ブランドに基づいたものである。
「コンフォートジェット」は9両編成の客車（ヴィアッジオ・コンフォート）と電気機関車（ベクトロン）による編成が組まれており、片側にベクトロンと同じデザインの運転台が設置された客車（制御車）が連結されているプッシュプル編成となっている。これにより、起終点の駅での機関車の位置交換（機回し）が不要となり、折り返しが容易となっている。また、機関車と連結する側の客車は連結器を始め国際鉄道連合（UIC）に適合しており、従来の客車や機関車との連結も可能である。最高速度は230 km/hで、後述するヨーロッパ各国の高速鉄道路線での運行に対応している。車内は気密性が重視されており、トンネル走行時の「耳ツン」の削減が図られている。
客車列車の編成定員は555人で、そのうち革張りの1等座席は99人、布張りの2等座席は456人分設置されている。各座席には読書灯やコード用の充電用コンセントが、1等座席にはワイヤレス充電器が完備されている。また、編成内には供食設備や18人分の食堂座席が設けられている他、12台分の自転車が搭載可能な車両（機関車との連結側）には電動自転車用の充電設備も存在する。加えて編成内の2等車の一部は家族連れや障碍者に対応した多目的車両となっており、車椅子用の座席や子供向け映画を上映する設備や子供向けの玩具、ベビーカー置き場などが設けられている。他にもバリアフリー対応トイレや電動リフト、電動車椅子用の充電コンセントなどバリアフリーにも対応している。

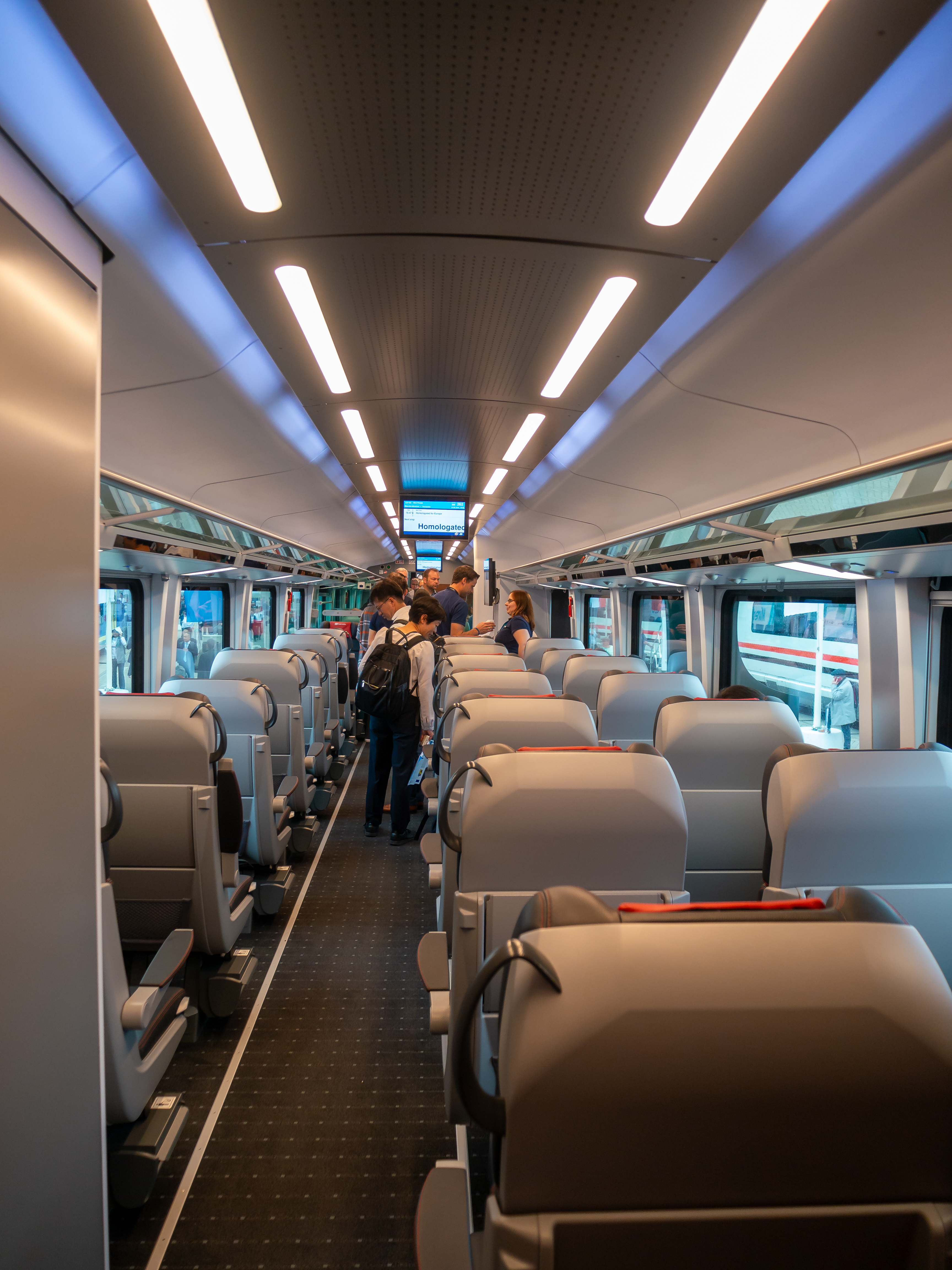
車内（1等車）
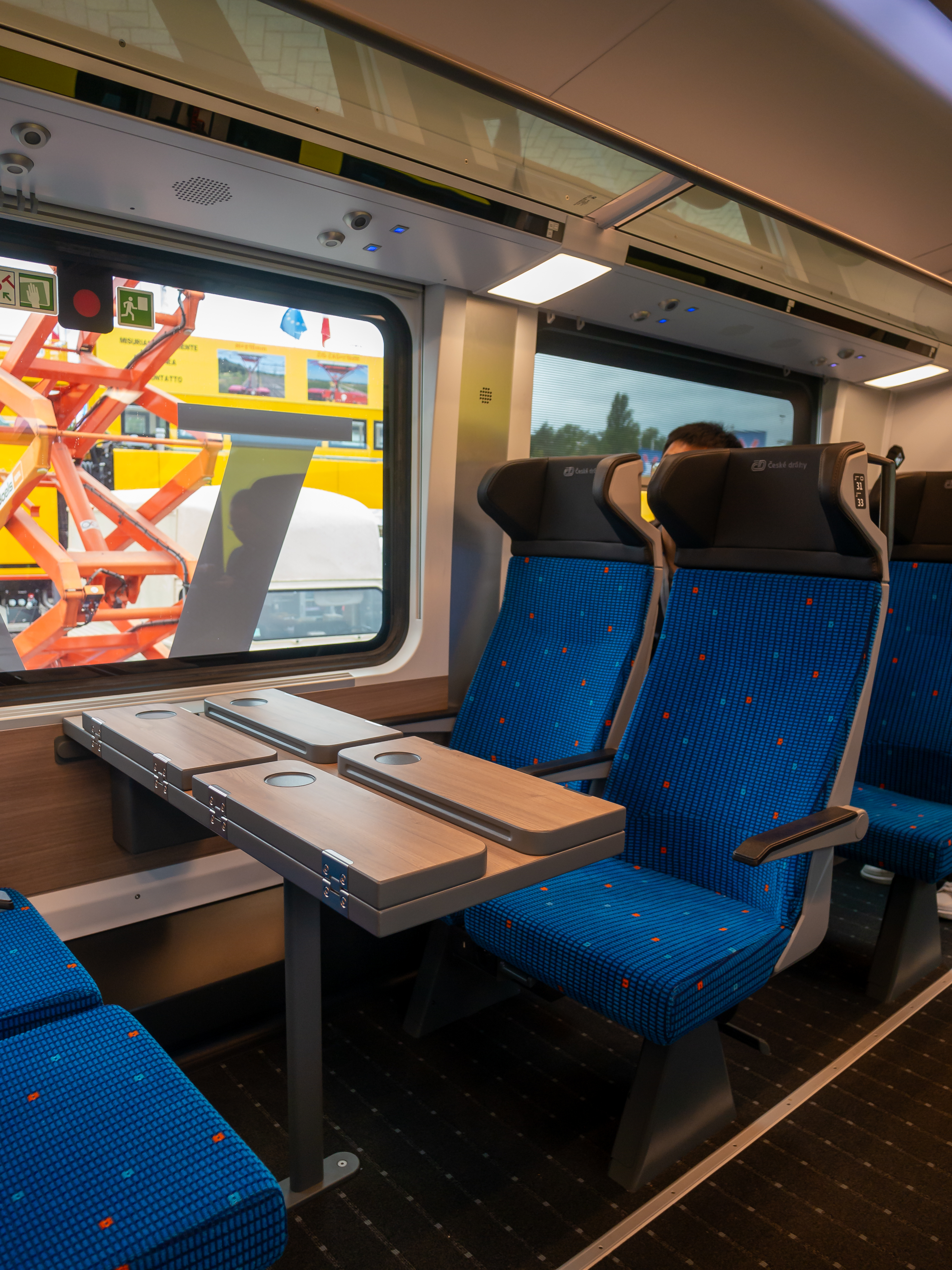
2等座席
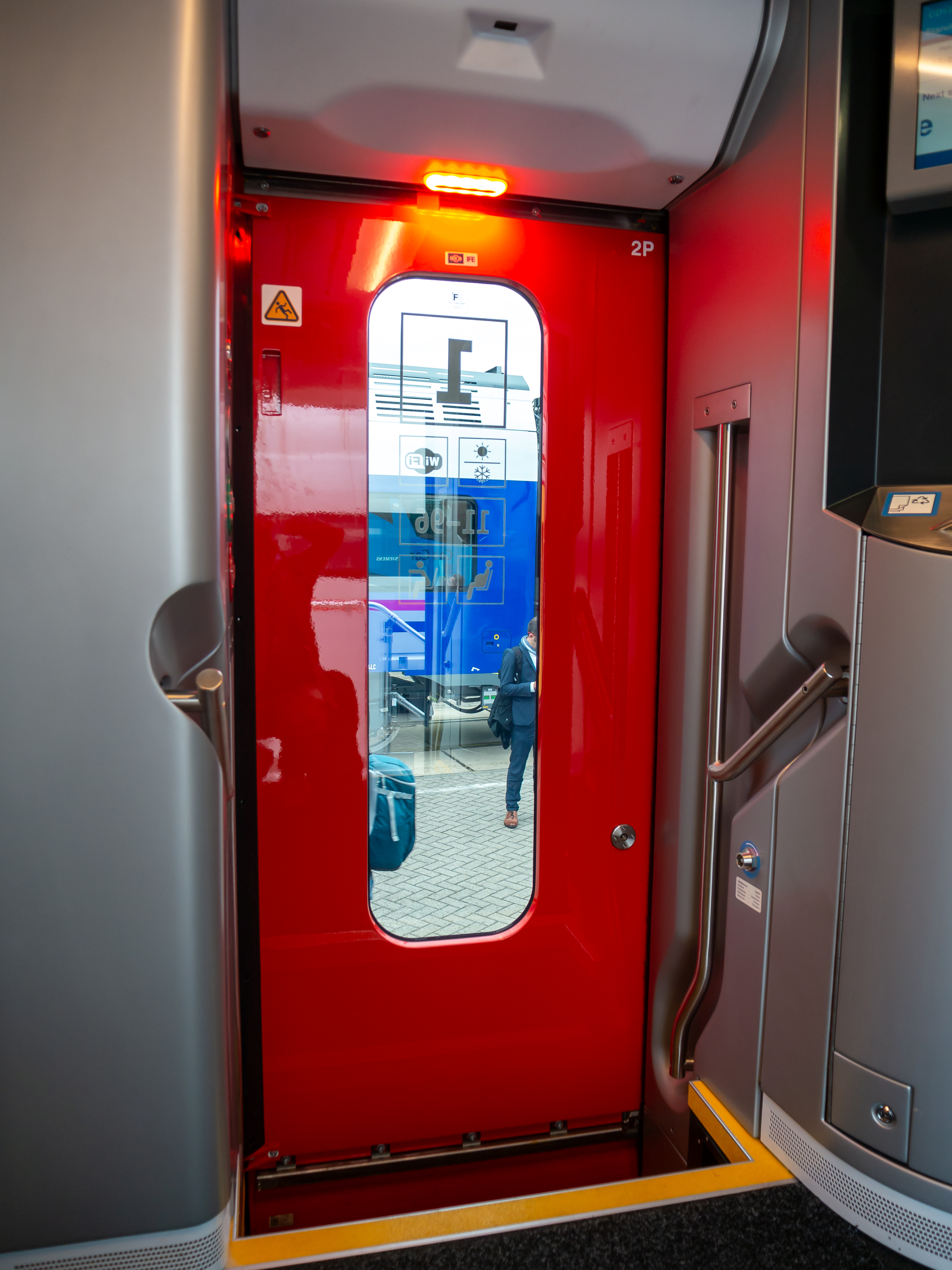
乗降扉
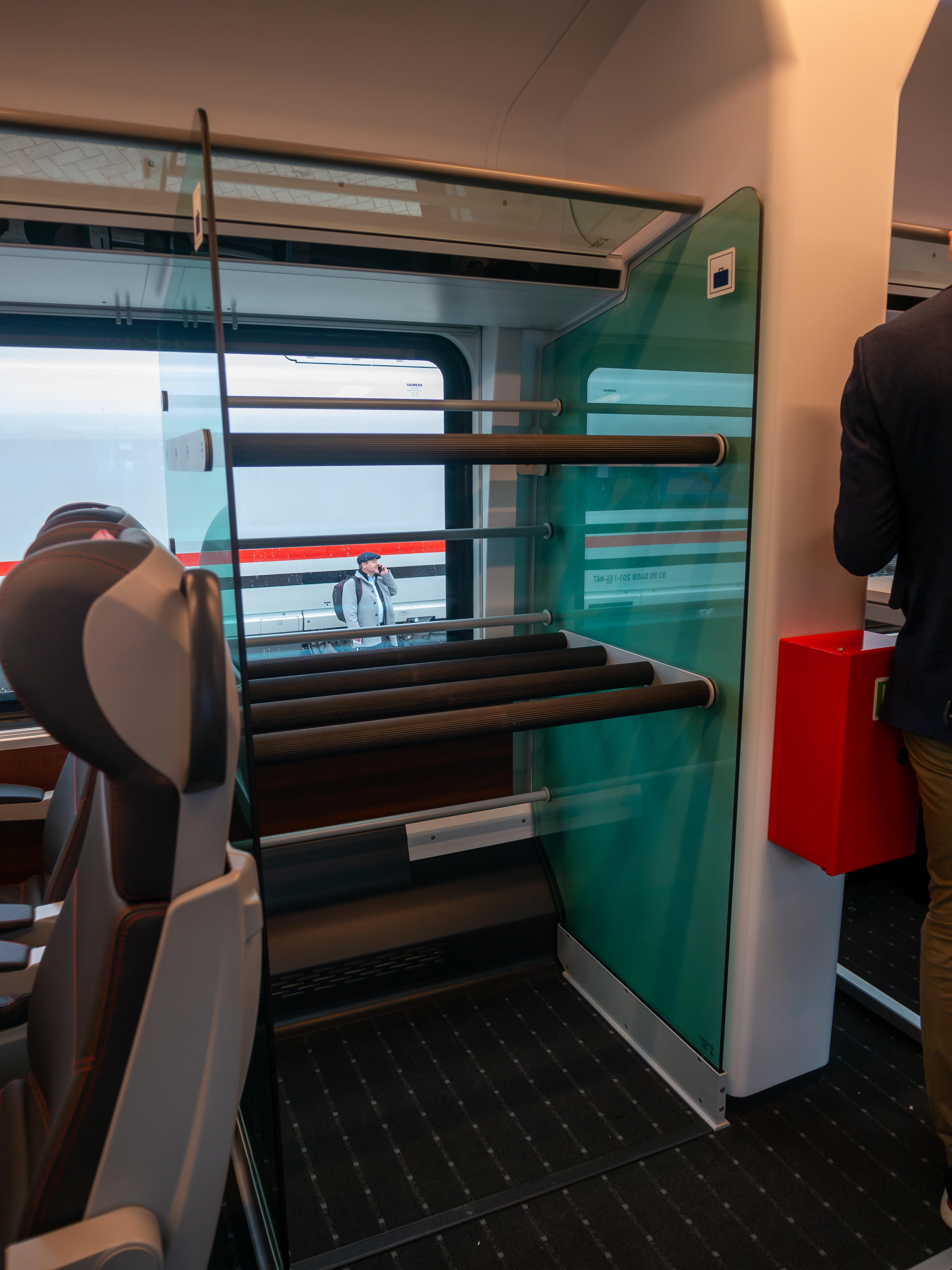
1等車の荷物置き場

2023年からチェコのヴェリム鉄道試験線で試運転が始まり、2024年4月に制御車を除いた8両のお披露目がチェコで実施され、同年に実施された鉄道車両見本市「イノトランス」でも一部車両の展示が実施された。そして同年9月から制御車と2等・食堂合造車を外した暫定編成が国際列車（ユーロシティ）の「ベルリナー（Berliner）」（走行区間：プラハ - ベルリン）で営業運転を開始した後、翌2025年4月14日のインターシティ「オストラヴァン（Ostravan）」（走行区間：プラハ - ボフミーン）で9両フル編成による最初の営業運転が行われた。今後はチェコ各地のインターシティやドイツ方面のユーロシティに加え、スロバキア、オーストリア、ハンガリーといった各国へ向かうユーロシティにも導入される事になっている。

## 編成
| 号車       | 機関車 | 1              | 2     | 3     | 4     | 5     | 6                                       | 7                        | 8     | 9      |
| 車種       | 機関車 | 2等車          | 2等車 | 2等車 | 2等車 | 2等車 | 2等車                                   | 2等・食堂合造車          | 1等車 | 1等車  |
| 設備       |        | 自転車搭載可能 |       |       |       |       | 多目的車両 (家族連れ・バリアフリー対応) | 16人分の食堂用座席を設置 |       | 制御車 |
| 備考・参考 | [ 1 ]  | [ 1 ]          | [ 1 ] | [ 1 ] | [ 1 ] | [ 1 ] | [ 1 ]                                   | [ 1 ]                    | [ 1 ] | [ 1 ]  |

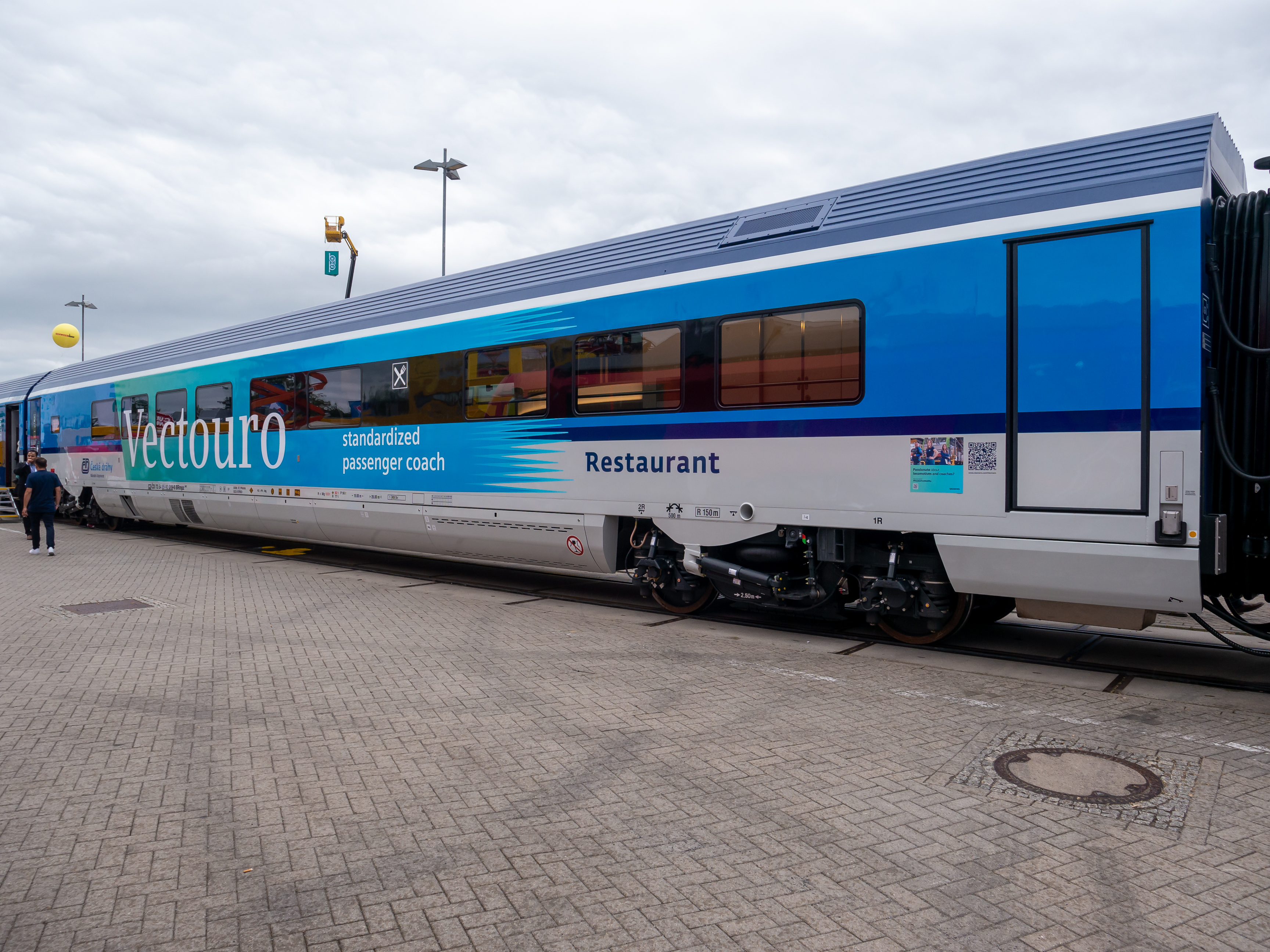
2等・食堂合造車（2024年撮影）

## 関連項目

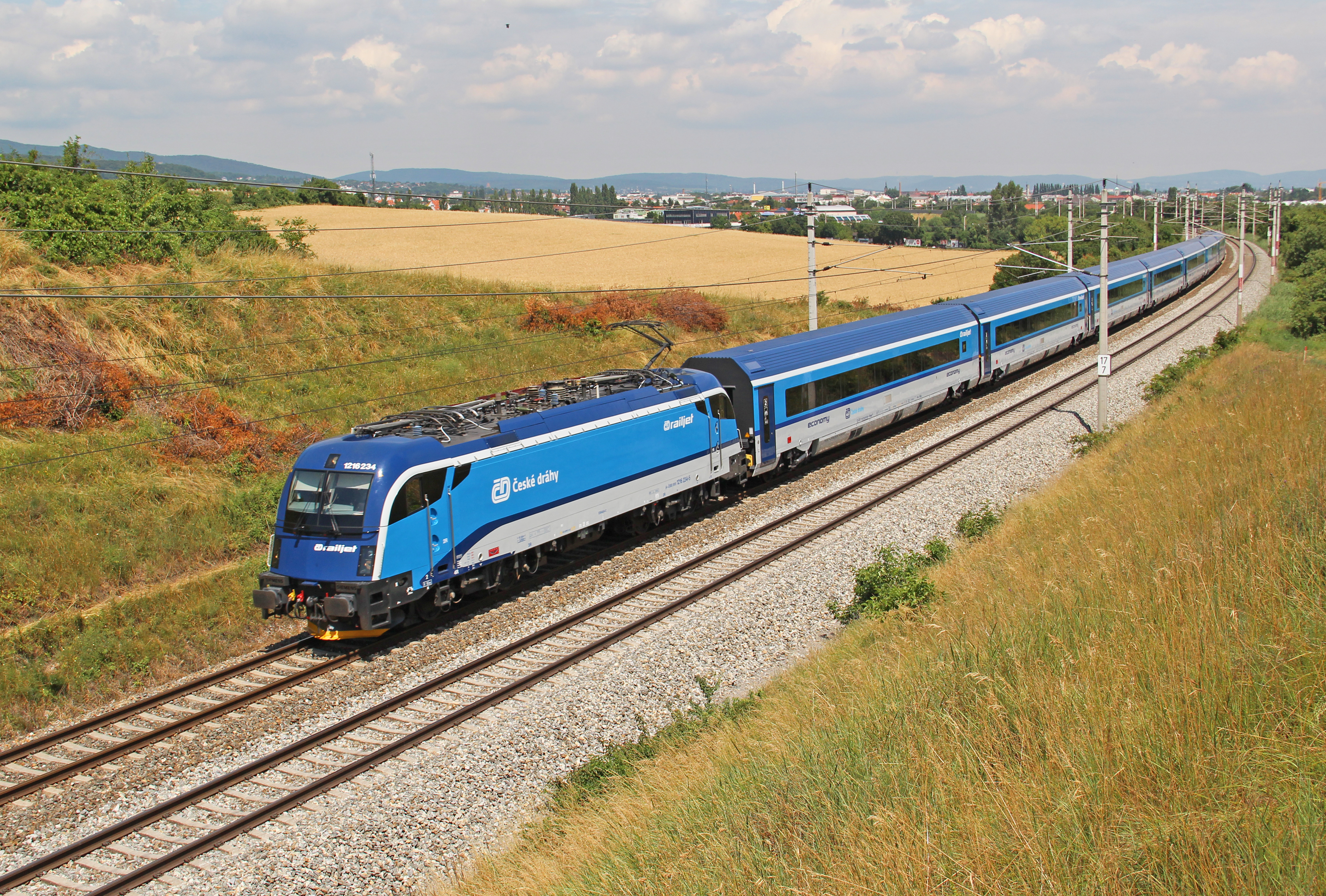
レイルジェット（2014年撮影）
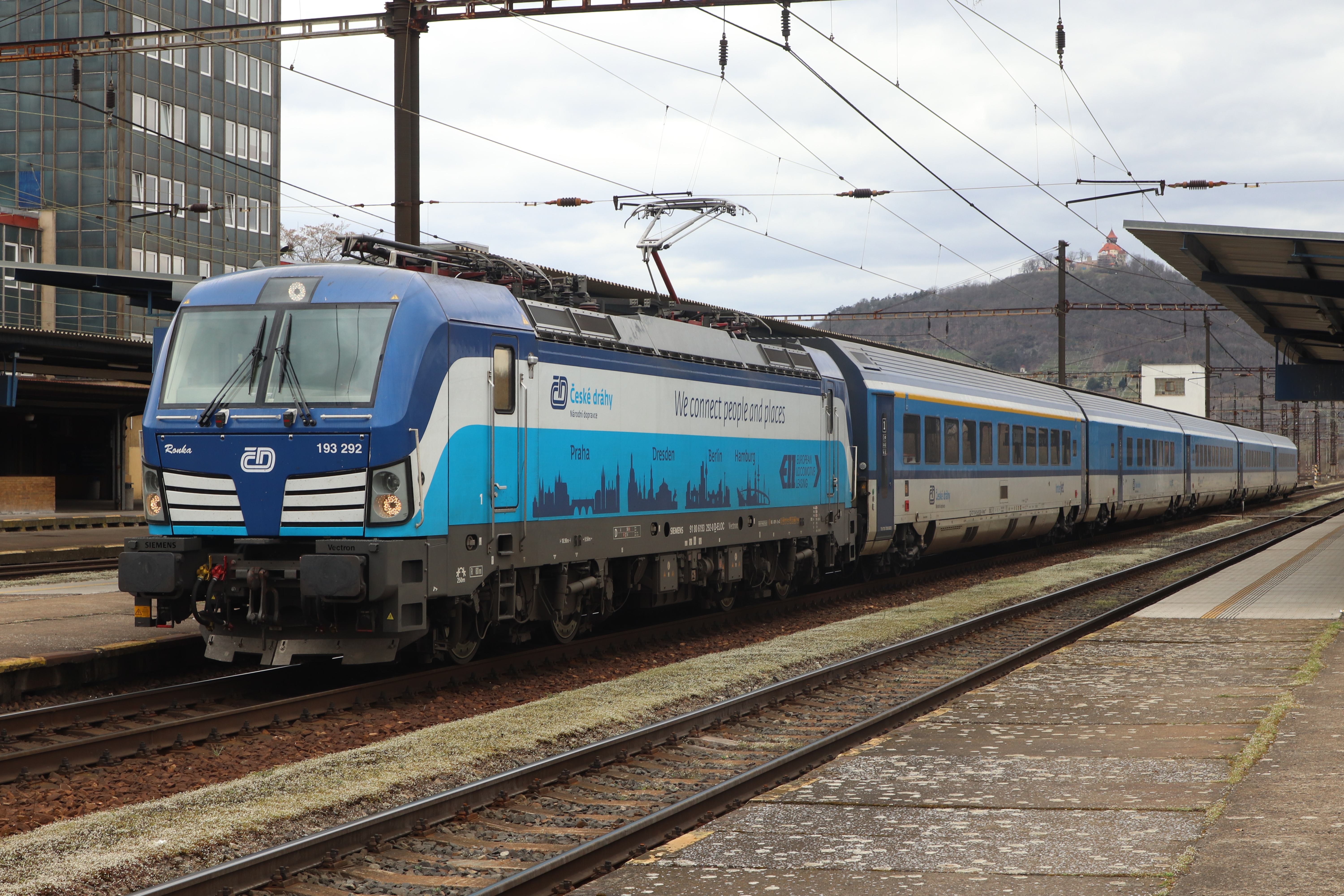
インタージェット（2023年撮影）